# Mysore Kapanaiah Lokesh
Mysore Kapanaiah Lokesh es un diplomático, indio retirado.
- De 1977 a 1978 fue oficial del Ministerio de Asuntos Exteriores (India).
- De 1979 a 1983 fue secretario de embajada en Colombo.
- De 1983 a 1986 fue primer secretario de embajada en Bruselas.
- De 1986 a 1991 fue secretario adjunto en el Ministerio de Asuntos Exteriores (India).
- De 1991 a 1994 fue Alto Comisionado adjunto en Lagos.
- De 1994 a 1997 fue director a ministro de embajada en Washington D. C..
- De 1997 a 2000 fue Cónsul General en Durban.
- De 2001 a 2004 fue secretario adjunto en el Ministerio de Asuntos Exteriores (India).
- De 2004 a 2007 fue embajador en Bratislava.
- De 2007 a 2010 fue Jefe Adjunto de Misión en Bruselas.
- De 2010 a diciembre de 2013 fue embajador en Abu Dabi (Emiratos Árabes Unidos).
- De diciembre de 2013 al 31 de mayo de 2015 residó en Berna como embajador y tenía coacredición ante la Santa Sede.